# Serabit el-Hadim
Serabit el-Hadim (arabsko سرابيط الخادم‎ [saraːˈbiːtˤ alˈχaːdɪm]) je kraj na jugozahodnem Sinajskem polotoku, Egipt, kjer so v antiki, predvsem Egipčani, kopali turkiz. Prva arheološka izkopavanja je opravil Flinders Petrie, ki je odkril tabor starodavnih rudarjev in tempelj boginje Hator, ki je bila zaščitnica puščavskih regij Egipta.

## Arheološke najdbe
V Serabit el-Hadimu so  odkrili trideset vklesanih grafitov, ki osvetljujejo zgodovino črkovne pisave.
V rudnikih turkiza so delali vojni ujetniki iz jugozahodne Azije, ki so govorili verjetno severozahodni semitski jezik, kot je kanaanski, ki je bil prednik feničanskega in hebrejskega jezika. Po sto let dolgih preučevanjih prvega poročila Flindersa Petrieja so se raziskovalci strinjali s prevodom fraze, ki jo je leta 1916 razvozlal Alan Gardiner: לבעלת [l b'lt] (gospa) (baʿlat (gospa) je ženska oblika imena semitskega boga Baala), čeprav ji je običajno sledila beseda m'hb (ljubljena). Izraz bi se zato lahko bral "ljubljena gospa".
Napis je na videz podoben egipčanski hieratski pisavi, manj dodelani obliki hieroglifov. V 1950. in 1960. letih je bila pogosta razlaga, da se je kanaanska pisava razvila iz hieratske in da so napisi semitski. Zastoj v dešifriranju napisov je vnesel dvom v te predpostavke, zato je prepoznavanje hieratičnih prototipov ostalo špekulativno.
Romanus Francois Butin z Ameriške katoliške univerze je objavil več člankov o odkritjih odprav v Serabit leta 1927 in 1930. Njegov članek "Serabitski napisi: II. Dešifriranje n pomembnost napisov" vsebuje eno od prvih podrobnih študij, nekaj deset črno belih fotografij, risbe in tri nove napise (#355-368). Ta članek in članek iz leta 1932 vsebujeta tudi analizo proto-sinajskih napisov, ki so jih odkrile prejšnje odprave ne to najdišče.

## Povezava z goro Sinaj
Lina Eckenstein je v svoji knjigi Zgodovina Sinaja teoretizirala, da je bil Serabit el-Hadim svetopisemska gora Sinaj, kjer je Mojzes dobil deset zapovedi, Hatorin tempelj pa naj bi bil zlato tele, ki so ga Hebrejci zgradili v Mojzesovi odsotnosti.